# Кубок Мітропи 1929
Четвертий кубок Мітропи проводився з 22 червня по 17 листопада 1929 року. У змаганні брали участь вісім команд із чотирьох країн: Австрії, Італії, Угорщини і Чехословаччини. Переможцем став будапештський «Уйпешт». Гравець цього клубу, Іштван Авар, забив під час турніру найбільшу кількість голів — десять.
Починаючи з цього розіграшу, до участі у Кубку Мітропи долучилися клуби з Італії, що змінили представників Югославії. Таким чином, рівень турніру став ще вищим, адже югославські клуби реальної конкуренції іншим не створювали, розгромно вилітаючи в перших же раундах двох попередніх розіграшів кубка. Італійські команди з першої спроби також не зможуть пройти першого раунду, але доведуть свою силу у подальших розіграшах.
Переможець попереднього розіграшу Кубка Мітропи «Ференцварош» не мав змоги відстояти титул. Команда завоювала право брати участь у змаганнях через національний чемпіонат, адже зайняла друге місце, але відмовилась заради більш фінансово вигідного турне Південною Америкою. Таким чином, Угорщину представляли чемпіон країни «Хунгарія» і третій призер «Уйпешт».
Від Австрії до участі у кубку потрапили чемпіон країни «Рапід» і володар національного кубку клуб «Ферст Вієнна», що зайняв лише сьоме місце в чемпіонаті.
Чехословаччину представляли «Славія» і «Спарта». Празька «Славія» як чемпіон Чехословаччини. «Спарта» зайняла в чемпіонаті лише третє місце, але вийшла до фіналу кубка Чехії 1928 року. Сам фінал між «Спартою» і «Славією» відбувся в грудні 1928 року і завершився нічиєю 1:1, а перегравання буде відкладатись аж до листопаду 1929 року.
В Італії представників для участі в Кубку Мітропи визначали у спеціальному турнірі. Першість країни в сезоні 1928–29 розігрувалась у двох групах, переможці яких визначали чемпіона в двоматчевому національному фіналі, що мав відбутися в кінці червня, тобто в той самий час, коли розпочинались змагання в Кубку Мітропи. Таким чином, найсильніші команди сезону «Торіно» і «Болонья» не могли зіграти у Центральноєвропейському кубку. Путівки розіграли серед інших команд, що виявили бажання зіграти в кубку. «Ювентус» переміг «Амброзіану» 1:0, а «Дженоа» і «Мілан» двічі зіграли внічию 2:2 і 1:1, тому переможця визначало жеребкування, що принесло успіх представнику Генуї.

## Чвертьфінал
| 1/4 перший матч 22.06.1929 | «Уйпешт» (Будапешт)                                  | 6:1 | «Спарта» (Прага) | Будапешт                                                              |  |
| | 4' (пен.) 8' (пен.) Сабо 47' 49' 75' Авар 75' Ветцер |     | 85' Сильний      | Стадіон: Хунгарія Корут Глядачі: 5 000 Суддя: Морітц Фухс (Німеччина) |  |
| Уйпешт: Акнаї — Кеваго, Й.Фогль (к) — Боршаньї, Кевеш, Я.Віг — Коста, Авар, Ветцер, Хармат, Сабо, тренер: Баняї Спарта: Гохманн — Бургр, Пернер — Гайний, Пешек (к), Царван — Їран, Патек, Гафтль, Сильний, Кноблох, тренер: Дік |                                                      |     |                  |                                                                       |  |

| 1/4 другий матч 03.07.1929 | «Спарта» (Прага) | 2:0 (3:6 заг.) | «Уйпешт» (Будапешт) | Прага                                                             |  |
| | 42' 72' Кноблоч  |                | 61' Й.Фогль         | Стадіон: Летна Глядачі: 22 000 Суддя: Ріналдо Барлассіна (Італія) |  |
| Спарта: Гохманн — Бургр, Гоєр — Гайний, Пешек (к), Царван — Їран, Патек, Гафтль, Сильний, Кноблох, тренер: Дік Уйпешт: Акнаї — Кеваго, Й.Фогль (к) — Боршаньї, Кевеш, Я.Віг — Коста, Авар, Ветцер, Хармат, Сабо, тренер: Баняї |                  |                |                     |                                                                   |  |

| 1/4 перший матч 23.06.1929 | «Ювентус» (Турин) | 1:0        | «Славія» (Прага) | Турин                                                                     |  |
| | 62' Мунераті      | (протокол) |                  | Стадіон: Корсо Марсілья Глядачі: 20 000 Суддя: Ференц Майорскі (Угорщина) |  |
| Ювентус: Комбі (к) — Розетта, Калігаріс — Барале, М.Варльєн, Моска — Мунераті, Чевеніні, Вояк, Кротті, Барізоне, тренер: Ейткен Славія: Планічка — Черницький, Новак — Водічка, Плетиха (к), Чіпера — Юнек, Шолтис, Свобода, Пуч, Йоска, тренер: Мадден |                   |            |                  |                                                                           |  |

| 1/4 другий матч 06.07.1929 | «Славія» (Прага)       | 3:0 (3:1 заг.) | «Ювентус» (Турин) | Прага                                                            |  |
| | 49' 69' Юнек 75' Йоска | (протокол)     | 61' М.Варльєн     | Стадіон: Летна Глядачі: 20 000 Суддя: Ференц Майорскі (Угорщина) |  |
| Славія: Планічка — Новак, Женишек — Чіпера, Плетиха (к), Водічка — Юнек, Йоска, Свобода, Пуч, Кратохвіл, тренер: Мадден Ювентус: Комбі (к) — Розетта, Калігаріс — Барале, М.Варльєн, Моска — Мунераті, Чевеніні, Вояк, Кротті, Барізоне, тренер: Ейткен |                        |                |                   |                                                                  |  |

| 1/4 перший матч 23.06.1929 | «Рапід» (Відень)                                | 5:1 | «Дженоа» (Генуя) | Відень                                                                              |  |
| | 8' 82' Веселік 30' (пен.) 72' Весели 39' Кірбес |     | 12' К'єккі       | Стадіон: Рапід-Платц Глядачі: 22 000 Суддя: Ладіслав Штепановський (Чехословаччина) |  |
| Рапід: Грібар — Шрамзайс, Цейка — Мадльмаєр, Смістик, Луеф — Кірбес, Веселік, Кабурек, Хорват, Весели(к), тренер: Бауер Дженоа: Де Пра (к) — Ломбардо, Спіньйо — Барб'єрі, Бурландо, Джилардоні — Пуерарі, К'єккі, Леоне, Казанова, Левратто, тренер: Де Веккі |                                                 |     |                  |                                                                                     |  |

| 1/4 другий матч 07.07.1929 | «Дженоа» (Генуя) | 0:0 (1:5 заг.) | «Рапід» (Відень) | Генуя                                                                           |  |
| |                  |                |                  | Стадіон: Марассі Глядачі: 15 000 Суддя: Ладіслав Штепановський (Чехословаччина) |  |
| Дженоа: Де Пра (к) — Ломбардо, Спіньйо — Барб'єрі, Бурландо, Джилардоні — Пуерарі, К'єккі, Леоне, Казанова, Левратто, тренер: Де Веккі Рапід: Грібар — Шрамзайс, Цейка — Мадльмаєр, Смістик, Луеф — Кірбес, Веселік, Кабурек, Хорват, Весели(к), тренер: Бауер |                  |                |                  |                                                                                 |  |

| 1/4 перший матч 23.06.1929 | «Хунгарія» (Будапешт) | 1:4 | «Ферст Вієнна»                        | Будапешт                                                                        |  |
| | 14' Шкварек           |     | 6' Гібіш 20' 35' Герольд 68' Гшвайдль | Стадіон: Хунгарія Керут Глядачі: 7 000 Суддя: Франтішек Цейнар (Чехословаччина) |  |
| Хунгарія: Уйварі — Манді, Кочиш — Ребро, Клебер, Шнайдер — Єкль, Мольнар (к), Кальмар, Шкварек, Хірзер тренер: Ревес Вієнна: Горешовський — Райнер, Блум (к) — Каллер, Гофманн, Маху — Марат, Герольд, Гшвайдль, Цілльбауер, Гібіш, тренер: Фрітум |                       |     |                                       |                                                                                 |  |

| 1/4 другий матч 07.07.1929 | «Ферст Вієнна» | 1:0 (5:1 заг.) | «Хунгарія» (Будапешт) | Відень                                                           |  |
| | 75' Гшвайдль   |                |                       | Стадіон: Гоге Варте Глядачі: 18 000 Суддя: Чезаре Ленті (Італія) |  |
| Вієнна: Горешовський — Райнер, Блум (к) — Каллер, Гофманн, Маху — Марат, Герольд, Гшвайдль, Цілльбауер, Гібіш, тренер: Фрітум Хунгарія: Немет — Манді, Кочиш — Надлер, Клебер (к), Шнайдер — Єкль, Кальмар, Шебеш, Хірзер, Опата, тренер: Ревес |                |                |                       |                                                                  |  |

## Півфінал
| 1/2 перший матч 18.08.1929 | «Ферст Вієнна» (Відень)                | 3:2 | «Славія» (Прага)        | Відень                                                            |  |
| | 25' Герольд 40' 84' Гібіш 50' Гшвайдль |     | 10' 89' Пуч 84' Женишек | Стадіон: Гоге Варте Глядачі: 12 000 Суддя: Ференц Клюг (Угорщина) |  |
| Вієнна: Фрідль — Райнер, Блум(к) — Каллер, Гофманн, Маху — Брозенбауер, Герольд, Гшвайдль, Цілльбауер, Гібіш, тренер: Фрітум Славія: Планічка — Новак, Женишек — Водічка, Плетиха(к), Чіпера — Юнек, Йоска, Свобода, Пуч, Кратохвіл, тренер: Мадден |                                        |     |                         |                                                                   |  |

| 1/2 другий матч 28.08.1929 | «Славія» (Прага)               | 4:2 (6:5 заг.) | «Ферст Вієнна» (Відень) | Прага                                                        |  |
| | 54' 65' Пуч 82' Йоска 84' Юнек |                | 51' Гібіш 89' Герольд   | Стадіон: Летна Глядачі: 18 000 Суддя: Ференц Клюг (Угорщина) |  |
| Славія: Планічка — Новак, Женишек — Водічка, Плетиха(к), Чіпера — Юнек, Йоска, Свобода, Пуч, Кратохвіл, тренер: Мадден Вієнна: Фрідль — Райнер, Блум(к) — Каллер, Гофманн, Маху — Брозенбауер, Герольд, Гшвайдль, Цілльбауер, Гібіш, тренер: Фрітум |                                |                |                         |                                                              |  |

| 1/2 перший матч 21.08.1929 | «Уйпешт» (Будапешт) | 2:1 | «Рапід» (Відень) | Будапешт                                                                |  |
| | 16' Кевеш 80' Штрек |     | 46' Веселік      | Стадіон: Уйпешт Паля Глядачі: 6 000 Суддя: Ференц Майорський (Угорщина) |  |
| Уйпешт: Акнаї — Кеваго, Й.Фогль(к) — Боршаньї, Кевеш, Я.Віг — Штрек, Авар, Ветцер, Хармат, Сабо, тренер: Баняї Рапід: Грібар — Шрамзайс, Цейка — Мадльмаєр, Смістик, Луеф — Кірбес, Веселік, Кабурек, Хорват, Весели(к), тренер: Бауер |                     |     |                  |                                                                         |  |

| 1/2 другий матч 25.08.1929 | «Рапід» (Відень)                 | 3:2 (4:4 заг.) | «Уйпешт» (Будапешт) | Відень                                                                              |  |
| | 1' Веселік 27' Кірбес 52' Хорват |                | 48' 61' Авар        | Стадіон: Рапід-Платц Глядачі: 22 000 Суддя: Ладислав Штепановський (Чехословаччина) |  |
| Рапід: Грібар — Шрамзайс, Цейка — Мадльмаєр, Смістик, Луеф — Кірбес, Веселік, Кабурек, Хорват, Весели(к), тренер: Бауер Уйпешт: Акнаї — Кеваго, Й.Фогль(к) — Боршаньї, Кевеш, Я.Віг — Штрек, Авар, Ветцер, Хармат, Сабо, тренер: Баняї |                                  |                |                     |                                                                                     |  |

| 1/2 перегравання 26.09.1929 | «Уйпешт» (Будапешт) | 3:1 (д.ч.) | «Рапід» (Відень)                      | Прага                                                          |  |
| | 53' 101' 110' Авар  |            | 68' (аг) Я.Віг 111' Цейка 111' Кірбес | Стадіон: Летна Глядачі: 14 000 Суддя: Альбіно Карраро (Італія) |  |
| Уйпешт: Акнаї — Кеваго, Й.Фогль(к) — Боршаньї, Кевеш, Я.Віг — Штрек, Авар, Месарош, Шпітц, Сабо, тренер: Баняї Рапід: Грібар — Шрамзайс, Цейка — Мадльмаєр, Смістик, Луеф — Кірбес, Веселік, Кутан, Хорват, Весели(к), тренер: Бауер |                     |            |                                       |                                                                |  |

## Перший фінальний матч
| 3 листопада 1929 |

| «Уйпешт» (Будапешт)                                                   | 5 — 1 | «Славія» (Прага) |
| --------------------------------------------------------------------- | ----- | ---------------- |
| Іллеш Шпітц 42', 69' Іштван Авар 60' Альберт Штрек 67' Габор Сабо 80' |       | 44' Антонін Пуч  |

| »Хунгарія Корут» Будапешт Глядачів: 18,000 Арбітр: Ойген Браун (Австрія) |

| «Уйпешт» (Будапешт) |                 |
|                     |                 |
| ВР                  | Янош Акнаї      |
| ЗХ                  | Карой Кеваго    |
| ЗХ                  | Йожеф Фогль     |
| ПЗ                  | Ференц Боршаньї |
| ПЗ                  | Янош Кевеш      |
| ПЗ                  | Янош Віг        |
| НП                  | Альберт Штрек   |
| НП                  | Іштван Авар     |
| НП                  | Іштван Месарош  |
| НП                  | Іллеш Шпітц     |
| НП                  | Габор Сабо      |
| Тренер:             |                 |
| Лайош Баняї         |                 |

| «Славія» (Прага)   |                    |
|                    |                    |
| ВР                 | Франтішек Планічка |
| ЗХ                 | Ладислав Женишек   |
| ЗХ                 | Антонін Новак      |
| ПЗ                 | Антонін Водічка    |
| ПЗ                 | Йозеф Плетиха      |
| ПЗ                 | Карел Чіпера       |
| НП                 | Франтішек Юнек     |
| НП                 | Богуміл Йоска      |
| НП                 | Франтішек Свобода  |
| НП                 | Антонін Пуч        |
| НП                 | Йозеф Кратохвіл    |
| Тренер:            |                    |
| Джон Вільям Мадден |                    |

## Другий фінальний матч
| 17 листопада 1929 |

| «Славія» (Прага)                              | 2 — 2 | «Уйпешт» (Будапешт)            |
| --------------------------------------------- | ----- | ------------------------------ |
| Франтішек Юнек 28' Йозеф Кратохвіл 57' (пен.) |       | 84' Габор Сабо 86' Іштван Авар |

| «Летна», Прага Глядачів: 22,000 Арбітр: Ойген Браун (Австрія) |

| «Славія» (Прага)   |                    |
|                    |                    |
| ВР                 | Франтішек Планічка |
| ЗХ                 | Ладислав Женишек   |
| ЗХ                 | Антонін Новак      |
| ПЗ                 | Антонін Водічка    |
| ПЗ                 | Йозеф Плетиха      |
| ПЗ                 | Карел Чіпера       |
| НП                 | Франтішек Юнек     |
| НП                 | Богуміл Йоска      |
| НП                 | Франтішек Свобода  |
| НП                 | Антонін Пуч        |
| НП                 | Йозеф Кратохвіл    |
| Тренер:            |                    |
| Джон Вільям Мадден |                    |

| «Уйпешт» (Будапешт) |                 |
|                     |                 |
| ВР                  | Янош Акнаї      |
| ЗХ                  | Карой Кеваго    |
| ЗХ                  | Йожеф Фогль     |
| ПЗ                  | Ференц Боршаньї |
| ПЗ                  | Янош Кевеш      |
| ПЗ                  | Янош Віг        |
| НП                  | Альберт Штрек   |
| НП                  | Іштван Авар     |
| НП                  | Іштван Месарош  |
| НП                  | Іллеш Шпітц     |
| НП                  | Габор Сабо      |
| Тренер:             |                 |
| Лайош Баняї         |                 |

## Склад чемпіона
| Воротар: Янош Акнаї (7). Захисники: Карой Кеваго (7), Йожеф Фогль (7). Півзахисники: Ференц Боршаньї (7), Янош Кевеш (7.1), Янош Віг (7). Нападники: Іштван Авар (7.10), Габор Сабо (7.4), Альберт Штрек (5.2), Рудольф Ветцер (4.1), Імре Хармат (4), Іллеш Шпітц (3.2), Іштван Месарош (3), Імре Коста (2). Тренер: Лайош Баняї. |

## Найкращі бомбардири
| Місце | Гравець        | Матчі | Голи | Команда                 |
| ----- | -------------- | ----- | ---- | ----------------------- |
| 1     | Іштван Авар    | 7     | 10   | «Уйпешт» (Будапешт)     |
| 2     | Антонін Пуч    | 6     | 5    | «Славія» (Прага)        |
| 3     | Карл Герольд   | 4     | 4    | «Ферст Вієнна» (Відень) |
| 4     | Франц Веселік  | 5     | 4    | «Рапід» (Відень)        |
| 5     | Франтішек Юнек | 6     | 4    | «Славія» (Прага)        |
| 6     | Габор Сабо     | 7     | 4    | «Уйпешт» (Будапешт)     |